# Lepocreadium album
Lepocreadium album är en plattmaskart. Lepocreadium album ingår i släktet Lepocreadium och familjen Lepocreadiidae. Inga underarter finns listade i Catalogue of Life.